# Massemba

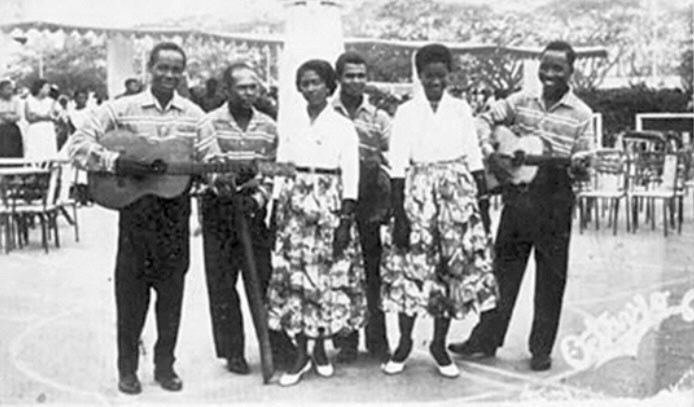
Massemba musikgruppen Ngola Ritmos.

Massemba (eller Rebita) är en traditionell dans- och musikgenre från Angola. Det är en genre av musik och dans där en krets av par, ledda av en koordinator i mitten, dansar i en traditionell rörelse som kallas Massemba. 
Massemba betyder i still med ”beröring av navlar” och brukade vara populär i Luanda som med andra lokala rytmer gav upphov till Semba. Massemba fördes också av förslavade människor till Brasilien vilket gav upphov till Umbigada och Lundu som senare gav upphov till Samba.
Idag är massemba inte lika populär som semba och utanför Angola dansas det för det mesta i samband med kizomba- och sembafestivaler. Den angolanska musikgruppen Ngola Ritmos är ett av de mest populära inom massemba och anses ha gjorde betydande framsteg och utveckling inom musikstilen.